# تل نوشاد
تل نوشاد مربوط به دوران‌های تاریخی پس از اسلام است و در شهرستان اقلید، بخش حسن‌آباد، روستای قدم آباد واقع شده و این اثر در تاریخ ۱۲ بهمن ۱۳۸۱ با شمارهٔ ثبت ۷۳۱۶ به‌عنوان یکی از آثار ملی ایران به ثبت رسیده است.